# Amber Pate
Amber Pate (* 21. April 1995 in Katherine) ist eine australische Radrennfahrerin, die im Straßenradsport aktiv ist.

## Sportlicher Werdegang
Ihre sportliche Laufbahn begann Pate im Triathlon. 2020 entschied sie sich, sich auf den Radsport zu fokussieren. 2022 gewann sie bei den Ozeanienmeisterschaften die Bronzemedaille im Einzelzeitfahren und die Silbermedaille im Straßenrennen. Mit ihrem damaligen Team und der Nationalmannschaft trat sie danach erstmals bei Rennen in Europa in Erscheinung.
Zur Saison 2023 erhielt Pate einen Vertrag beim Team Jayco AlUla. Bei den nationalen Meisterschaften im selben Jahr gewann sie den Titel im Kriterium. Auf internationaler Ebene erzielte sie 2024 auf der ersten Etappe der Itzulia Women als Siebte ihre erste Top-10-Platzierung. 2025 gewann sie erneut den australischen Titel im Kriterium.

## Erfolge
2022
- Ozeanienmeisterschaften – Einzelzeitfahren
- Ozeanienmeisterschaften  – Straßenrennen

2023
- Australische Meisterin – Kriterium

2025
- Australische Meisterin – Kriterium